# Araki Shunta
Araki Shunta (sinh ngày 8 tháng 4 năm 2002) là một cầu thủ bóng đá người Nhật Bản.

## Sự nghiệp câu lạc bộ
Araki Shunta hiện đang chơi cho Gainare Tottori.